# Georg Gossembrot

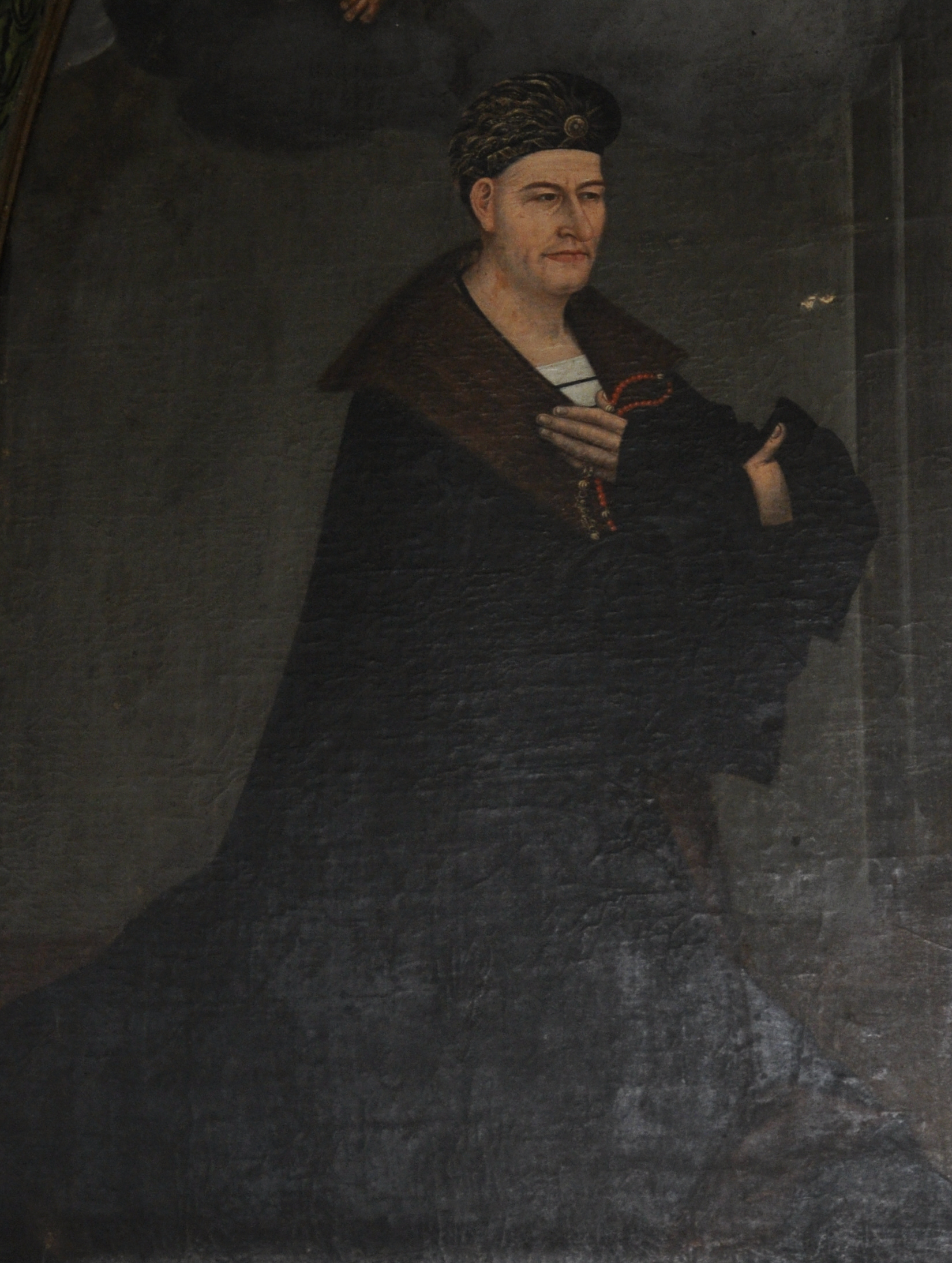
Georg Gossembrot

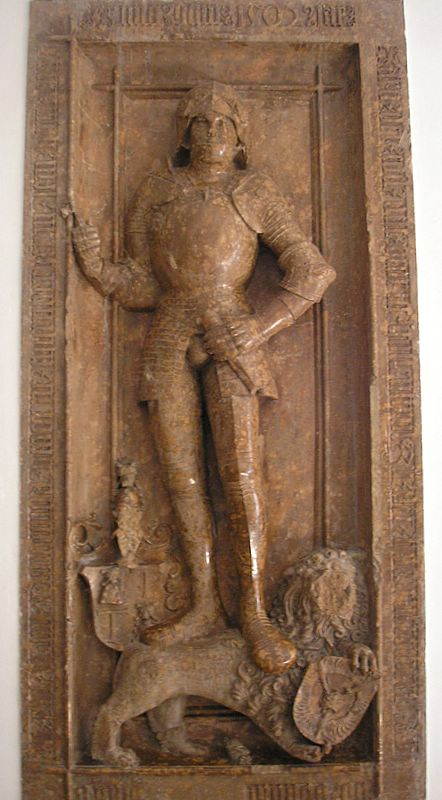
Georg Gossembrots Grabstein in der St. Mang-Kirche Füssen

Georg Gossembrot (* um 1445; † 1502 in Füssen) war der Finanzberater des römisch-deutschen Königs Maximilian I.

## Geschichte
Gossembrot stammte aus der wohlhabenden und gebildeten Augsburger Kaufmannsfamilie Gossembrot. Er und sein Bruder Ulrich studierten 1455 in Ferrara. Während sein Bruder die geistliche Laufbahn einschlug, stieg Georg ins lukrative Finanz- und Handelsgeschäft ein und heiratete Radegundis Eggenberger.
Georg gab 1473 sein Augsburger Bürgerrecht auf, um 1477 als unbesoldeter Rat und Pfleger der Burg Ehrenberg (über Reutte in Tirol) in den Dienst von Herzog Sigmund von Habsburg-Österreich zu treten. Damals befand sich auch Graf Jörg von Werdenberg-Sargans als Berater am Hof des Herzogs Sigmund,  weshalb angenommen werden darf, dass sich Gossembrot und Graf Jörg persönlich gekannt haben. Das „Finanzgenie“ Gossembrot lieh Herzog Sigmund wiederholt Geld und als Gegenleistung verpfändete er ihm 1483 die Burg Ehrenberg für 15.000 Gulden und  erließ 1488 eine Weisung, Waren nach Augsburg über Telfs und den Fernpass und nicht mehr über den Zirler Berg, Seefeld und Scharnitz zu transportieren. Nach der Abdankung des Herzogs im Jahre 1490 wurde Gossembrot der Finanzberater des Königs und späteren Kaisers Maximilian I. Gossembrot finanzierte den König und machte sich damit zu einem seiner engsten Vertrauten. Mit ihm teilte er auch seine Leidenschaft für Jagd und Fischerei. 1499 lieh Gossembrot dem König 7.000 Gulden für den „Schweizerischen Krieg“ und erhielt dafür das Pfandrecht über Burg und Herrschaft Hohenfreyberg. Der Besitz einer Herrschaft war oft die Voraussetzung, um geadelt zu werden.
1502 starb Georg in Füssen – angeblich haben ihn seine Feinde mit einer Blutwurst vergiftet. Der König hielt so viel von ihm, dass er den Trauerfeierlichkeiten in Augsburg persönlich beiwohnte. Begraben wurde Gossembrot in der von ihm gestifteten Kapelle im Kloster St. Mang in Füssen. Sein Grabstein aus rotem Marmor ist heute noch in der Krypta zu sehen. Das Grabmal für seine Frau befindet sich im Kloster Buxheim.